# Hans von Seeckt
Johannes Friedrich Leopold "Hans" von Seeckt, född 22 april 1866 i Schleswig, död 27 december 1936 i Berlin, tysk militär; generalöverste.
Seeckt blev 1887 officer vid infanteriet, 1897 generalstabsofficer och 1913 överstelöjtnant och stabschef vid 3:e armékåren, en befattning som han innehade under första världskrigets första månader. 
1915 blev han överste och stabschef vid 11:e armén under August von Mackensen, samma år generalmajor och stabschef vid armégruppen Mackensen samt 1916 stabschef vid armégruppen ärkehertig Karl (från november samma år ärkehertig Josef). Från december 1917 till november 1918 var Seeckt generalstabschef vid turkiska armén under Enver Pascha. I januari 1919 blev han generalstabschef vid "Oberkommando Nord", samma år chef för riksvärnsministeriets truppbyrå ("Truppenamt") och i juni 1920 generallöjtnant och, närmast under presidenten, högste befälhavare över armén.
Samma år blev han general av infanteriet och i januari 1926 generalöverste. Seeckt var under kriget en synnerligen framstående stabschef och hade väsentlig del i respektive truppförbands framgångar såväl på väst- och östfronten som i Serbien.
1930-32 representerade Seeckt det högerorienterade partiet DVP i den tyska riksdagen. Efter 1933 kom Seeckt på kollisionskurs med Hitler då han hävdade att den tyska armén skulle stå utanför politiken.
Åren 1934-1935 var han Chiang Kai-sheks militäre rådgivare och bistod den Nationella revolutionära armén i inringningen av den Kinesiska sovjetrepubliken i södra Jiangxi. Genom att introducera blockhus lyckades von Seekt blockera kommunisternas försörjningslinjer och i oktober 1935 tvingades kommunisterna överge sina baser i södra Jiangxi och ge sig ut på den Långa marschen.